# Paulo César Pinheiro
Paulo César Francisco Pinheiro, né le 28 avril 1949 à Rio de Janeiro, est un compositeur et poète brésilien.

## Biographie
Paulo César Francisco Pinheiro naît 28 avril 1949 à Rio de Janeiro.
Il compose sa première chanson à l'âge de 14 ans, Viagem, en collaboration avec João de Aquino. Quatre ans plus tard, il commence à se distinguer en tant que parolier, établissant des partenariats avec Baden Powell, principalement dans la voix d'Elis Regina - comme sa première chanson enregistrée, Lapinha. Il remporte le 1er Festival OTI 1972, qui se tient à Madrid, avec la chanson Diálogo, composée avec Baden Powell. Parmi les autres interprètes, citons Elizeth Cardoso, Simone et Clara Nunes, avec laquelle il est marié de 1975 jusqu'à sa mort en 1983, ainsi que les groupes MPB-4 et Quarteto em Cy. En 2002, il reçoit, avec Dori Caymmi, un Latin Grammy dans la catégorie « Meilleure chanson brésilienne ». L'année suivante, il remporte le prix Shell pour son CD O Lamento do Samba .
En 1985, il épouse la musicienne Luciana Rabello (sœur du guitariste Raphael Rabello ), devenant ainsi sa partenaire dans plusieurs compositions. De ce mariage naissent deux enfants, Ana Rabello Pinheiro et Julião Rabello Pinheiro, tous deux musiciens et partenaires du poète.
Il a plus de deux mille chansons, dont plus de mille ont été enregistrées, composées avec environ 120 partenaires, une grande variété qui comprend des musiciens tels que João Nogueira, João de Aquino, Francis Hime, Dori Caymmi, Raphael Rabello, Antônio Carlos Jobim., Ivan Lins, Edu Lobo, Mauro Duarte, Lenine, Guinga, Carlinhos Vergueiro, Toquinho, Eduardo Gudin, Luciana Rabello, Mauricio Carrilho, Cristovão Bastos, Sergio Santos, Moacyr Luz, Danilo Caymmi, Baden Powell et Maria Bethânia.

## Discographie
Son premier album, Paulo César Pinheiro, est sorti en 1974 sur le label Odeon. Depuis, il a enregistré plusieurs autres œuvres  :
- Capoeira De Besouro (Junho 2010)
- O Lamento do Samba (2003)
- Tudo o que mais nos uniu - Eduardo Gudin, Márcia e Paulo César Pinheiro (1996)
- Parceria - João Nogueira e Paulo César Pinheiro - Ao Vivo (1994)
- Afros e Afoxés da Bahia (1989)
- Poemas Escolhidos (1983)
- Paulo César Pinheiro (1980)
- O importante é que a nossa emoção sobreviva n. 2 (1976)
- O importante é que a nossa emoção sobreviva (1975)
- Paulo César Pinheiro (1974)

## Publications
- Canto Brasileiro (1973)
- Viola Morena (1984)
- Atabaques, Violas e Bambus (2000)
- Clave de Sal
- Pontal do Pilar (2009)
- Matinta, o bruxo (2010)
- Histórias das minhas canções (2010)
- Poemúsica (2018)
- Mil versos, mil canções (2019)
- Figuraças (2019)